# Flora Shaw
Flora Louisa Shaw (Woolwich, 1852 – 25 januari 1929) was een Brits journaliste. Shaw was de dochter van generaal-majoor George Shaw.

## Carrière
Ze begon haar journalistieke carrière in 1886 toen ze als enige vrouwelijke reporter door het Britse nieuwsblad de Manchester Guardian naar Brussel werd gestuurd om over de antislavernijconferentie te berichten.
In 1892 stuurde The Times haar naar Zuidelijk Afrika. Haar geloof in de voordelen van het Britse Rijk beïnvloedde haar schrijfstijl. Als correspondent voor The Times stuurde Shaw in 1892-93 brieven, de zogeheten 'Letters', naar de krant, waarin ze verslag deed van haar reizen in Zuid-Afrika en Australië.
Haar benoeming als koloniaal redacteur voor The Times stelde haar in staat om door het hele Britse Rijk te reizen.
Een relatief onbekend aspect van haar prominente carrière is het feit dat toen ze begon met schrijven voor The Times, ze aanvankelijk schreef onder de naam F. Shaw, om te verhullen dat ze een vrouw was. Later werd ze beschouwd als een van de grootste journalisten van haar tijd, met name gespecialiseerd in politiek en economie. Het maakte niet meer uit dat ze een vrouw was en ze begon te schrijven onder naam Flora Shaw.
In 1902 trouwde ze met de koloniale administrateur Sir Frederick Lugard, die van 1914 tot 1919 de eerste gouverneur-generaal van Nigeria was. Later woonden ze in Hongkong.
Onder haar vele bewonderaars was ook de criticus John Ruskin te vinden, die haar 'good, lovely, true' and 'noble' noemde.
Shaw stierf in Groot-Brittannië op 25 januari 1929.

## Naamgeving van Nigeria
In haar essay, die op 8 januari 1897 verscheen in The Times suggereerde ze de naam Nigeria voor het Britse Protectoraat aan de Niger. In haar essay hield Shaw een pleidooi voor een kortere naam voor de agglomeration of pagan and Mohamedan States wat tot dusver in de volksmond de naam was voor het gebied met de officiële benaming Royal Niger Company Territories. Shaw was de mening toegedaan dat deze benaming te lang was voor een land in dat gedeelte van Afrika. Shaw was in haar essay op zoek naar een nieuwe naam. Ze koos voor Nigeria in plaats van Centraal-Soedan, dat werd voorgesteld door een aantal aardrijkskundigen en reizigers. Ze dacht dat de naam Soedan meer geassocieerd werd met het gebied aan de rivier de Nijl.